# Avalon (canción de Roxy Music)
«Avalon» es una canción de la banda de rock inglesa Roxy Music. Se publicó como el segundo sencillo del álbum del mismo nombre. Alcanzó el puesto número 13 en la UK Singles Chart junto con la cara B «Always Unknowing».

## Grabación
Los coros distintivos de la canción fueron interpretados por la cantante haitiana Yanick Etienne, a quien Bryan Ferry conoció durante la grabación del álbum. La escuchó cantar en el estudio adyacente y la invitó a que contribuyera con su voz como apoyo para la canción.

## Vídeo promocional
El vídeo musical de la canción fue dirigido por Howard Guard y cuenta con la participación de Sophie Ward, hija del actor Simon Ward. Se rodó en la casa de country Torres Mentmore.

## Personal
- Bryan Ferry - voz principal, teclados
- Neil Hubbard - guitarra
- Phil Manzanera - guitarra
- Andy Newmark - batería
- Alan Spenner - bajo eléctrico
- Andy Mackay - saxo
- Jimmy Maelen - percusión
- Yanick Etienne - coros